# Halocynthia dumosa
Halocynthia dumosa is een zakpijpensoort uit de familie van de Pyuridae. De wetenschappelijke naam van de soort is voor het eerst geldig gepubliceerd in 1855 door Stimpson.